# Treubiaceae
Treubiaceae är en familj av bladmossor. Treubiaceae ingår i ordningen Treubiales, klassen Haplomitriopsida, divisionen bladmossor och riket växter. Enligt Catalogue of Life omfattar familjen Treubiaceae 2 arter.
Treubiaceae är enda familjen i ordningen Treubiales.
Kladogram enligt Catalogue of Life:
| Treubiaceae | \| \| Apotreubia \| \| \| \| \| \| Treubia \| \| \| \| |
|             | \| \| Apotreubia \| \| \| \| \| \| Treubia \| \| \| \| |
|             | Apotreubia                                             |
|             |                                                        |
|             | Treubia                                                |
|             |                                                        |